# Hypena fuscomaculalis
Hypena fuscomaculalis är en fjärilsart som beskrevs av Saalmüller 1880. Hypena fuscomaculalis ingår i släktet Hypena och familjen nattflyn. Inga underarter finns listade i Catalogue of Life.